# Plesiolena jorgelina
Plesiolena jorgelina är en spindelart som beskrevs av Pablo A. Goloboff 1994. Plesiolena jorgelina ingår i släktet Plesiolena och familjen Actinopodidae. Inga underarter finns listade i Catalogue of Life.